# آینه

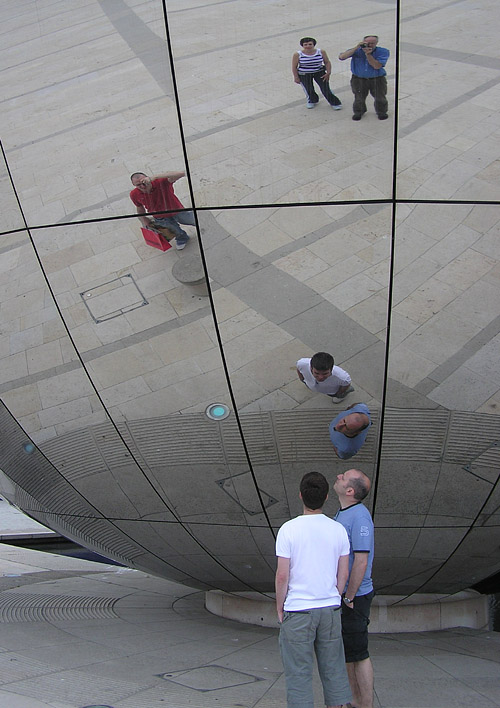
بازتاب در آینهٔ کوژ کروی. عکاس در بالای تصویر دیده می‌شود.

آینه، صفحه‌ای شیشه‌ای یا فلزی است که به علت صافی و بازتاب بالا، بر رویهٔ خود، فرتور اجسام را نشان می‌دهد. آینه را آیینه و آئینه هم نوشته‌اند که این دو نیز از لحاظ املائی صحیح هستند.
شخص به این علت می‌تواند خود را در آینه ببینند که آینه نوری را که بر آن می‌تابد بازمی‌گرداند. چیزهایی از قبیل فرش و دیوارهای رنگ‌شده بیشتر نوری را که بر آن‌ها می‌تابد منعکس می‌کنند؛ ولی نوری که باز می‌تابانند، پراکنده می‌شود. اما آینه‌ها نور را بدون آنکه پراکنده کنند منعکس می‌کنند. برای جلوگیری از پراکندگی نور، سطح آینه باید بسیار صاف باشد.
شیشه به همان صورت که هست یک آینه خوب تشکیل نمی‌دهد. نور، به جای آنکه از آن منعکس شود، از آن می‌گذرد. برای آن که شیشه آیینه شود پشت آن باید با چیزی پوشیده شود تا نور از آن عبور نکند. بسیاری از آینه‌ها با جیوه پوشیده شده‌اند؛ ولی اکنون نقره بیشتر به کار می‌رود. بعضی از آینه‌ها برآمده ـ محدب ـ و بعضی فرورفته یا ـ مقعر ـ هستند. این آیینه‌ها ممکن است چیزها را بزرگتر یا کوچکتر از آنکه هستند بنمایانند. ممکن است آن‌ها را درازتر و باریک‌تر یا کوتاه‌تر و ضخیم‌تر نشان دهند. این آیینه‌ها ممکن است اشیاء را وارونه هم نشان دهند. این‌ها همه بستگی دارد به برآمدگی یا فرورفتگی هرآینه و ساختار اولیهٔ آن.
از آینه‌های معروف جهان می‌توان به آیینه‌ای که در تلسکوپ رصدخانه مانت پالومار کالیفرنیا کار گذاشته شده اشاره کرد. این آینه، آینه محدب برآمده بزرگی است که طول آن ۵ متر است.
آینه‌ها رُویه یا سطح‌های گوناگونی دارند. آینه‌های تخت ساده‌ترین گونه آینه‌ها هستند. آینه‌های کروی از دیگر گونهٔ آینه‌ها هستند که پرتوهای نور بازتابیده از رویهٔ آن‌ها در نقطه‌ای به نام نقطه کانونی آینه به هم می‌رسند. بسته به دوری جسم تا آینه و گونه آینه، فاصله نقطه کانونی آینه از آن متفاوت است. واحد شمارش آینه، جام می‌باشد

## تاریخچه
کهن‌ترین نشانه‌های آینه مربوط به ۶۰۰۰ سال پیش از میلاد است که در نواحی آناتولی (در ترکیه امروزی) یافت شده است. پس از آن در ۴۰۰۰ پ.م. می‌توان تمدن‌های میانرودان را نام برد. در مصر باستان کهن‌ترین نشانه از آینه به حدود ۳۰۰۰ پ.م. بازمی‌گردد. نمونه‌ای دیگر از وجود آینه به حدود ۳۰۰۰ سال پیش در ایران می‌رسد که در زمان هخامنشیان بوده است، آن‌ها با صیقل دادن سنگها و فلزات، آن‌ها را به آینه‌هایی شفاف تبدیل می‌کردند که آثار آن در تالار آینهٔ تخت جمشید باقی مانده است. آینه‌های صیقل شده در آمریکای جنوبی و مرکزی به ۲۰۰۰ پیش از میلاد بازمی‌گردد. در چین آینه‌های برنجی به ۲۰۰۰ پیش از میلاد بازمی‌گردد. آینه‌های روکش شده از فلز در صیدای لبنان در سدهٔ یکم پس از میلاد یافت شده است. آینه‌های شیشه‌ای با روکشی از ورقهٔ طلا در نوشته‌های پلینی مهتر در کتاب «تاریخ طبیعی (پلینی)» در سال ۷۷ پس از میلاد نوشته شده است.
در زمان‌های قدیم آیینه را از فلز صیقلی می‌ساختند. کلئوپاترا، ملکه زیبای مصر، هرگز خود را در آینه‌ای نظیر آنچه اکنون ما داریم، ندید.
برخی از بهترین آینه‌های شیشه‌ای قدیم در ونیز ساخته شده بود؛ ولی این آیینه‌ها اغلب کمی موج‌دار بود. تا پیش از اختراع شیشه لوحه‌ای، توانستند آینه شیشه‌ای خوب بسازند.
اولین آینه‌های شیشه‌ای لوحه‌ای بسیار گران بود. یکی از بانوان دربار فرانسه یک‌بار تمامی یک دهکده خود را با یک آینه معامله کرد و از این معامله خود خشنود هم بود. لویی شانزدهم، پادشاه فرانسه در آن زمان، سرسرای باشکوهی از آینه داشت که در کاخ ورسای ساخته شده بود.
در سدهٔ ۱۲ میلادی شیشه در فرآوری آینه، به شکل گسترده به کار گرفته شد و نخستین آینه‌های شیشه‌ای که با ورقه‌هایی پوشیده از سرب به بازار عرضه می‌شدند به وجود آمدند. زمانی بعد ماهیت سمی بودن سرب آشکار گردید و به همین دلیل استفاده از مخلوط جیوه و قلع به جای سرب آغاز شد. این تغییر و دگرش‌ها باعث شدند که ونیز که در آن زمان محل تولید این‌گونه آینه‌ها بود به یک قطب اقتصادی تبدیل شود. با وجود این، اختراع و فراوری آینه را نباید جزو نیازهای نخست و تنها در حد یک ابزار شخصی پنداشت، امروزه کاربردهای دانشی آینه‌ها بسیار بیشتر از کاربردهای نخستین و نمایی آن‌ها هستند.
دانشمندان از مدت‌ها پیش ویژگی‌های آینه‌های تخت و کوژ و کاو (محدب و مقعر) را می‌شناختند و حتی با بهره از آن‌ها برای متمرکز کردن نور آفتاب وسایلی را برای به آتش کشیدن اجسام اختراع کرده بودند. حتی در این مورد افسانه‌ای وجود دارد که می‌گویند ارشمیدس دانشمند نامدار سدهٔ سوم پیش از میلاد به وسیلهٔ شبکه‌ای از این‌گونه آینه‌ها، کشتی‌های بادبانی مهاجمان رومی را به آتش می‌کشیده است، تا اینکه فرمانروای روم سرانجام در شب موفق به تسخیر شهر «سیراکوز» می‌گردد.
آینهٔ برآمده یک آینهٔ قدیمی است.

## گونه‌ها
آینه‌ها بر پایهٔ ساختار به گونه‌های زیر بخش می‌شوند:
- آینه‌های تخت
  - آینه‌های شیشه‌ای
  - آینه‌های فلزی
  - آینه‌های لایه‌گذاری شده
- آینه‌های کروی
  - آینهٔ کاو یا مقعر
  - آینهٔ کوژ یا محدب
- آینه‌های شلجمی (در چراغ خودروها)
- آینه‌های توان بالا (کاربرد در آزمایش و محاسبات)

آینه‌ها بر پایهٔ جنس به گونه‌های زیر بخش می‌شوند:
- آینه‌های شیشه‌ای
- آینه‌های فلزی
- آینه‌های مایع

## ساخت
بیشتر آینه‌ها با افزودن روکش بازتابنده به یک صفحه مناسب (معمولاً شیشه) ساخته می‌شوند. در بیشتر آینه‌ها این صفحه به دلیل آسانی ساخت، شفافیت، سختی، و توانایی داشتن رویهٔ صاف، شیشه است. روکش بازتابنده معمولاً به پشت آینه افزوده می‌شود تا از فرسایش و آسیب‌های ناگهانی در پناه بماند.
این لایه شکل داده می‌شود، صیقل داده می‌شود و پاک می‌شود تا سپس روکش شود. آینه‌های شیشه‌ای بیش‌تر با نقره یا آلومینیم به همراه مجموعه‌ای از دیگر روکش‌ها، روکش می‌شوند.
1. کلرید قلع
2. نقره
3. اکتیواتور (فعال‌سازهای) شیمیایی
4. مس
5. رنگ

کلرید قلع (II) نخست افزوده می‌شود، چراکه نقره نمی‌تواند به شیشه بچسبد. فعال‌سازها باعث سختی قلع/نقره می‌شوند. مس برای ماندگاری و دیرپایی افزوده می‌شود. رنگ (بیش‌تر موارد سبز) در پشت آینه از خراش‌ها و آسیب‌های ناگهانی جلوگیری می‌کند.
در برخی کاربردها، به ویژه آن‌ها که هزینه اهمیت دارد یا به دیرپایی بسیار نیازمندند، آینه‌ها از یک مادهٔ توپر مانند فلز صیقل‌زده، ساخته می‌شوند.
برای کاربردهای فنی مانند آینه‌های لیزری، روکش بازتابنده بیش‌تر به روش نشست مکنده به روی رویهٔ بیرونی لایه روکش می‌شود. این کار از بازتاب دوباره و از جذب نور در آینه جلوگیری می‌کند. آینه‌های فنی ارزان‌تر، از روکش نقره، آلومینیم یا طلا بهره می‌برند (طلا بیش‌تر برای آینه‌های فروسرخ) و بازتاب‌های ۹۰–۹۵٪ را تا هنگامی که نو هستند، به‌دست می‌آورند. یک روکش محافظ ممکن است برای جلوگیری از اکسید شدن لایهٔ بازتابنده افزوده شود. کاربردهایی که به بازتاب بیش‌تر یا ماندگاری بیش‌تر نیازمندند، از روکش ترابرقی بهره می‌برند، که می‌تواند بازتاب‌هایی به اندازهٔ ۹۹٫۹۹۹٪ را در یک بازهٔ کوچک از طول‌موج‌ها به‌دست‌آورد.

## کاربردها
از جمله کاربردهای آینه‌ها می‌توان موارد زیر را نام برد:
- تلسکوپ‌ها: به نظر می‌رسد مهم‌ترین کاربرد آینه در تلسکوپ‌ها بوده باشد، که باعث شد دید آدمی فراتر از زمین رود.
- سامانه‌های رادار و روش‌های پیچیدهٔ هواپیمایی
- میکروسکوپ‌ها
- ابزارآلات پزشکی
- در خودروها جهت افزایش میدان دید.
- در دوربین‌های شکاری
- در عینک‌های مختلف
- در ساخت آثار هنری
- تلسکوپ‌های زیردریایی
- در لیزرها برای تشدید و یک سو کردن شعاع‌های نور

## آینه در ادبیات فارسی
شعری از حافظ:
| عکس روی تو که در آینهٔ جام افتاد      |  | عارف از خندهٔ می‌در طمع خام افتاد   |
| حسن روی تو به یک جلوه که در آینه کرد |  | این همه نقش در آیینهٔ اوهام افتاد  |
| این همه عکس می‌ونقش نگارین که نمود    |  | یک فروغ رخ ساقیست که در جام افتاد |

شعری از نظامی:
| آینه چون نقش تو بنمود راست |  | خود شکن، آیینه شکستن خطاست |

شعری از زیب‌النسا و پدرش اورنگ‌زیب:
(مصراع نخست از زیب‌النساء و مصراع دوم از اورنگ‌زیب)
| از قضا آیینه‌ی چینی شکست |  | خوب شد اسباب خودبینی شکست |

## نگارخانه

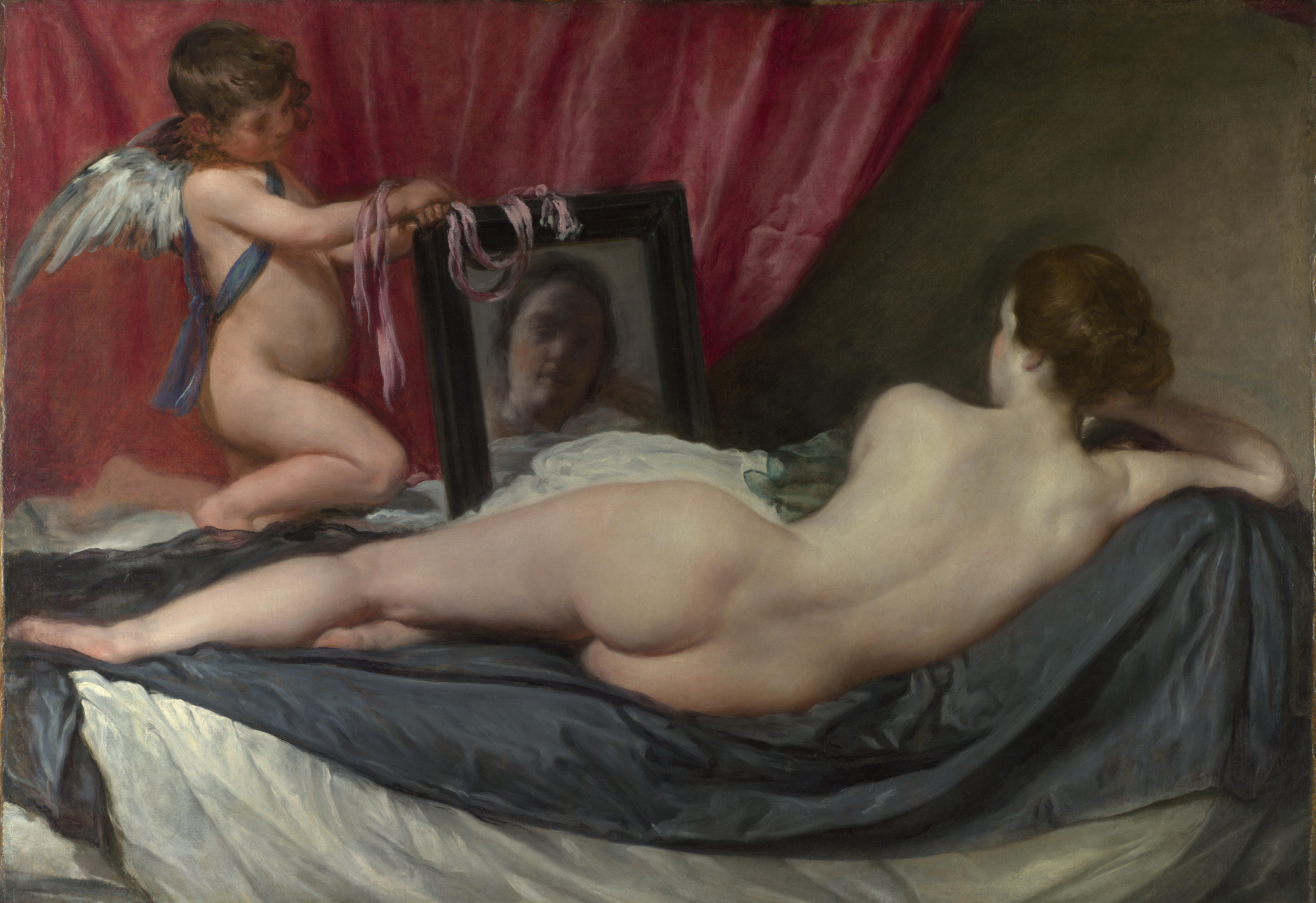
آینه ونوس اثر دیه‌گو ولاسکز
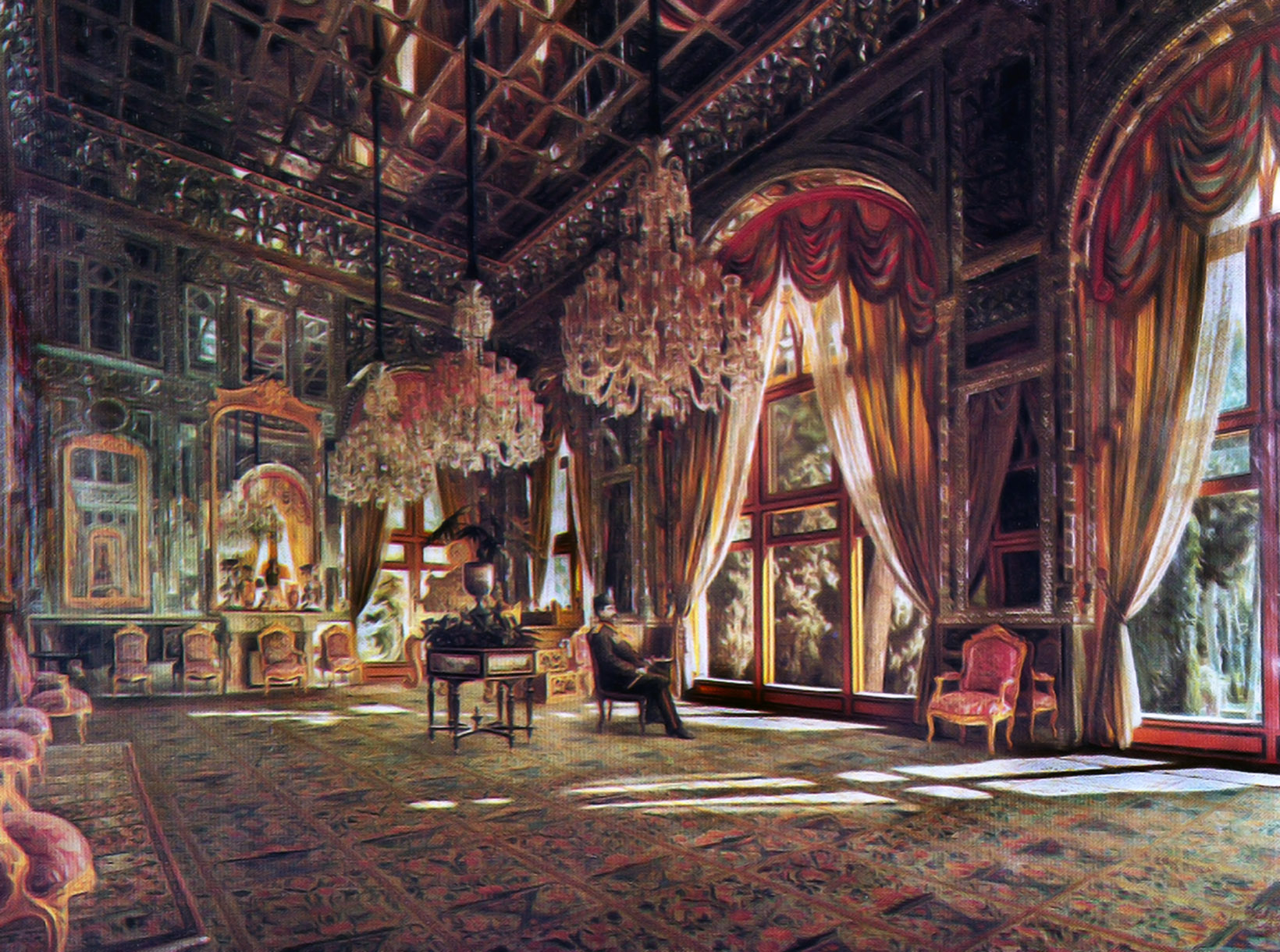
تالار آینه یک نقاشی رنگ روغن از کمال‌الملک
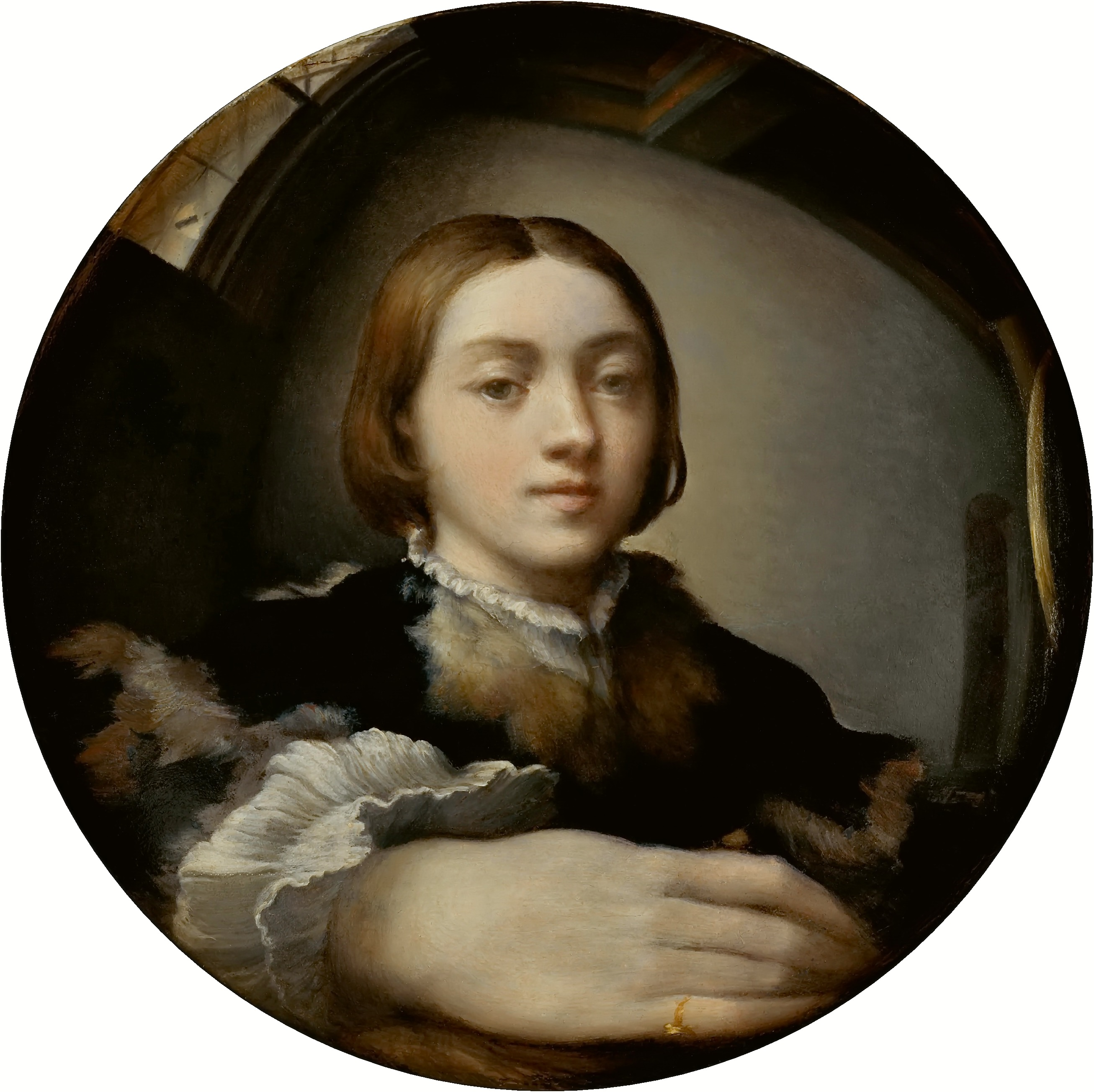
خودنگاره در آینه محدب
ونوس در برابر آینه اثر تیسین
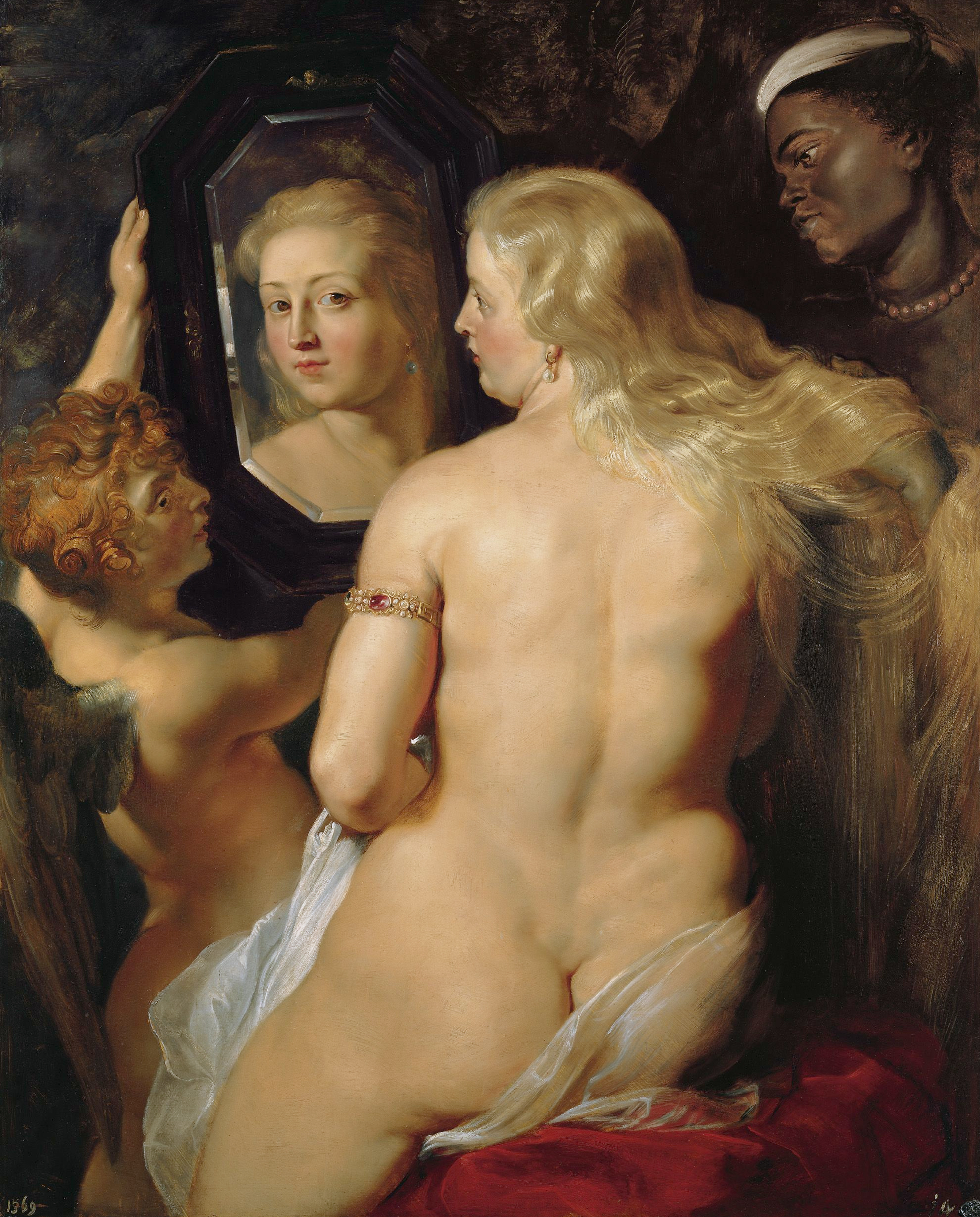
ونوس در یک آینه توسط پیتر پل روبنس (۱۶۱۵). روبنس موضوع را با سبک خودش تطبیق داد.